# 8001 Ramsden
8001 Ramsden este un asteroid din centura principală de asteroizi.

## Descriere
8001 Ramsden este un asteroid din centura principală de asteroizi. A fost descoperit pe 4 octombrie 1986 la Observatorul Kleť de Antonín Mrkos. Asteroidul prezintă o orbită caracterizată de o semiaxă mare de 3,13 ua, o excentricitate de 0,17 și o înclinație de 0,7° în raport cu ecliptica.